# N2KL
N2KL là tên gọi được Mỹ và Đồng Minh sử dụng cho một khu vực ở Bộ Tư lệnh Miền Đông bao gồm bốn tỉnh của Afghanistan; Nangarhar, Nuristan, Kunar và Laghman. Các tỉnh này giáp biên giới với Pakistan, một thực tế quan trọng trong quá trình xâm nhập từ Pakistan vào Afghanistan và từ Afghanistan vào Pakistan nhằm buôn lậu vũ khí, ma tuý, gỗ xẻ, đồng, đá quý, đá cẩm thạch, xe cộ và các sản phẩm điện tử, cũng như hàng tiêu dùng thông thường. Hơn nữa, khu vực này mang ý nghĩa chiến lược do nguồn tài nguyên thiên nhiên có giá trị bao gồm nước, nông nghiệp, gỗ và đá quý.
Trong suốt Chiến tranh Afghanistan, khu vực này đã chứng kiến mức độ vững vàng trong cuộc nổi dậy của Taliban, trong những năm gần đây tỉnh Khorasan của Nhà nước Hồi giáo đã tiến hành một cuộc nổi dậy ở khu vực này, gây ra nhiều vụ tấn công khủng bố. Tính đến năm 2017, trong số 14 Huân chương Danh dự được trao cho binh lính Mỹ vì cuộc chiến Afghanistan, 12 Huân chương đã được trao cho các hành động quân sự tại 4 tỉnh này.